# Johannes Adrianus van den Bosch

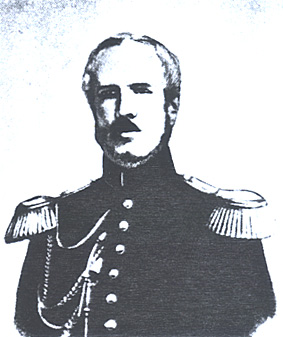
Johannes Adrianus van den Bosch

Johannes Adrianus van den Bosch (* 3. Januar 1813 in Zuilen, Provinz Utrecht; † 16. Februar 1870 in Arnhem) war ein niederländischer Offizier und konservativer Politiker, der zwischen 1866 und 1868 Kriegsminister im Kabinett van Zuylen van Nijevelt sowie von 1868 bis zu seinem Tode 1870 als Generalmajor Chef des Generalstabes des Heeres (Koninklijke Landmacht) war.

## Leben
Van den Bosch absolvierte eine Offiziersausbildung und war Adjutant des Prinzen von Oranien Willem, der nach seiner Thronbesteigung 1849 König Wilhelm III. war. Er war zwischen dem 1. August 1864 bis 31. Mai 1866 Oberst des Generalstabes (Kolonel der Generale Staf). Er war von Februar 1866 bis zu seinem Tode am 16. Februar 1870 Adjutant im außerordentlichen Dienst (Adjudant in buitengewone dienst) von König Wilhelm III. und wurde am 31. Mai 1866 Generalmajor des Großen Stabes (Generaal-majoor der Grote Staf).
Am 1. Juni 1866 übernahm er im Kabinett van Zuylen van Nijevelt das Amt als Kriegsminister (Minister van Oorlog) und hatte dieses Amt bis zum Ende der Amtszeit dieses Kabinetts am 4. Juni 1868 inne. 1866 wurde im Staatsblad das Einquartierungsgesetz (Inkwartieringswet) veröffentlicht, das die Unterbringung, Versorgung und den Transport von Milizsoldaten sowie die Versorgung der Armee und der Festungen regelte. Am 9. Juli 1867 lehnte die Erste Kammer der Generalstaaten (Eerste Kamer der Staten-Generaal), das Oberhaus des Parlaments der Niederlande (Generalstaaten), den von ihm und Innenminister Jan Heemskerk verteidigten Entwurf zum Bürgerwehren (Schutterijwet) mit 19 zu 15 Stimmen ab, unter anderem wegen der größeren Belastung der Landgemeinden und der befürchteten Unbeliebtheit des Gesetzes.
Nach dem Rücktritt des Kabinetts wurde er am 18. Juni 1868 Großoffizier des Königs (Grootofficier des Konings) und war zunächst vom 1. Juli bis zum 1. Oktober 1868 Generaladjutant des Großen Stabes der Armee (Adjudant-generaal Grote Staf van het Leger). Daraufhin wurde am 1. Oktober 1868 Chef des Generalstabs des Heeres (Koninklijke Landmacht), den er selbst nach preußischem Vorbild umgebaut hatte. Diesen Posten bekleidete er bis zu seinem Tod am 16. Februar 1870 und verstarb somit nur wenige Monate vor Ausbruch des Deutsch-Französischen Krieges am 19. Juli 1870.